# Oroszlány
Oroszlány é uma cidade da Hungria, situada no condado de Komárom-Esztergom. Tem 75,86 km² de área e sua população em 2019 foi estimada em 18.171 habitantes.